# Partito Operaio di Unificazione Marxista
Il Partito Operaio di Unificazione Marxista (in castigliano: Partido Obrero de Unificación Marxista, in catalano: Partit Obrer d'Unificació Marxista), spesso abbreviato in POUM, è stato un partito politico spagnolo di orientamento marxista, nato nel 1935 dalla fusione consensuale di due formazioni antistaliniste: la Sinistra Comunista di Spagna, di orientamento trockista, e il Blocco Operaio e Contadino, vicino all'opposizione di destra. Principalmente attivo durante la guerra civile spagnola, il POUM fu costretto all'esilio e alla clandestinità dal regime franchista. Ricostituitosi in Spagna nel 1975 durante la transizione, si sciolse nel 1980.

## Storia

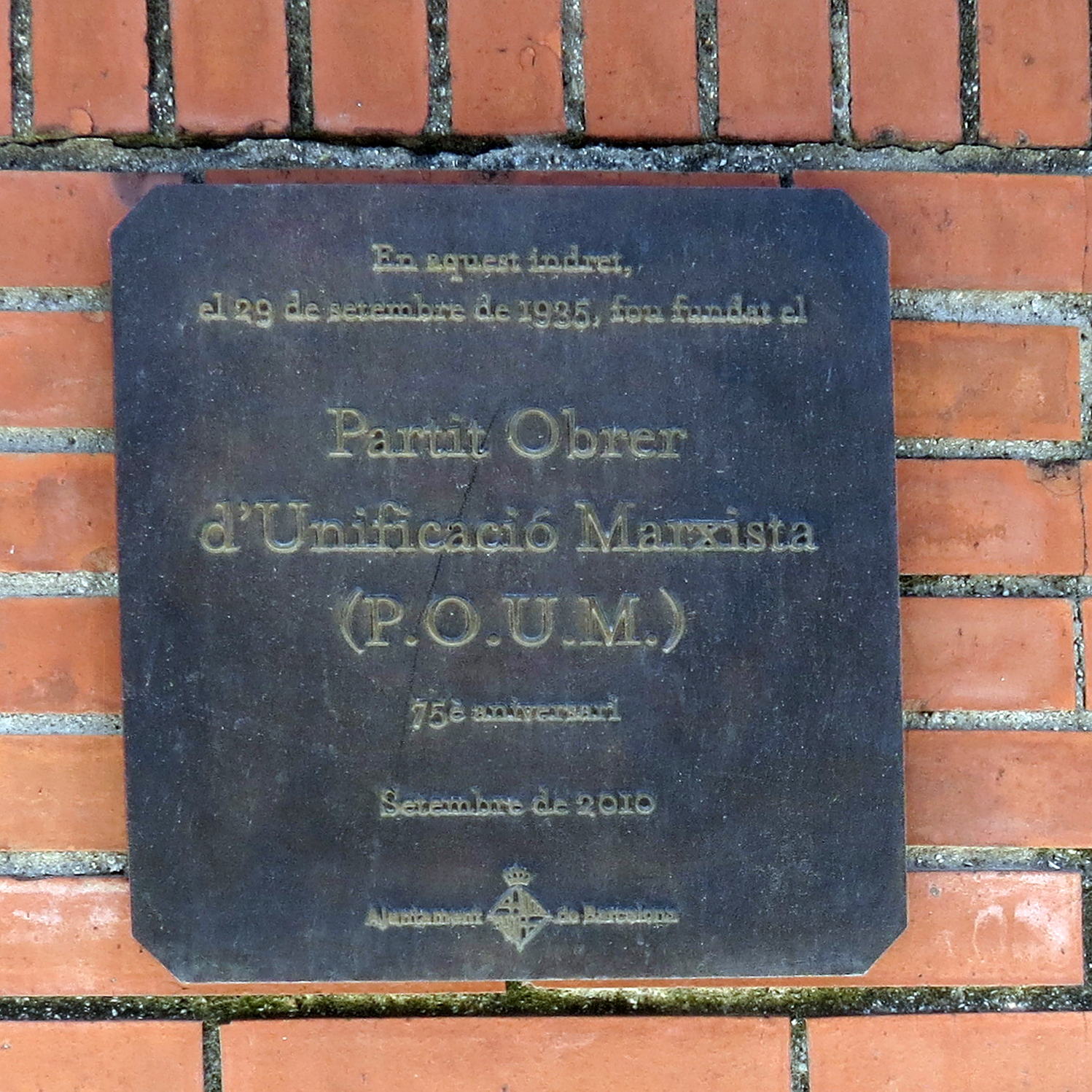
Targa, posta a ricordo sull'edificio ove venne fondato il POUM

### La nascita
Agli inizi degli anni trenta del XX secolo il Partito Comunista di Spagna (PCE) subì una scissione a sinistra che portò alla creazione della formazione Sinistra Comunista di Spagna (ICE) semplicisticamente definita trotskista da Mosca. In effetti nessun legame organico vi fu mai fra il POUM ed il rivoluzionario russo. Il panorama politico della sinistra spagnola si trovò così ancora più diviso, tra partiti stalinisti e non, socialisti, nonché controparti localistiche dei partiti nazionali, rendendo imminente il pericolo, a diversi anni dalla caduta della monarchia, della perdita delle conquiste sociali e politiche ottenute nel 1931.
Il primo tentativo di fare un fronte unico a sinistra avvenne nel 1933 con l'istituzione delle Alleanze Operaie (AO), portato avanti da tutti gli schieramenti politici e dai sindacati di ispirazione marxista e anarchica. Il progetto, però, naufragò quasi ovunque, tranne che nella regione delle Asturie, dove l'AO acquisì un forte peso politico. Durante la rivolta dei minatori delle Asturie del 1934, l'AO ebbe un ruolo fondamentale nella organizzazione del sollevamento e pagò un alto prezzo durante la repressione susseguitasi. In Catalogna si fece un altro tentativo ma le profonde divisioni ideologiche tra comunisti stalinisti, comunisti trotskisti e socialisti bloccarono il progetto: anzi, su ordine di Stalin, Ercole Ercoli (pseudonimo di Palmiro Togliatti), commissario del Komintern in Spagna, diede il via a una lotta serrata contro trotskisti, poumisti e anarchici.
Questi progetti iniziali, però, portarono all'avvicinamento di due dei partiti politici che avevano preso parte a queste esperienze: il Blocco Operaio e Contadino (BOC), vicino alla Opposizione di Destra di Bukharin e Lovestone, e la Sinistra Comunista di Spagna. Il 26 settembre 1935, nasceva formalmente il POUM, dopo il voto consensuale delle due componenti, guidate dai leader Joaquín Maurín del BOC e Andrés Nin della ICE. La componente giovanile prendeva il nome di Gioventù Comunista Iberica (JCI).

#### Principi fondamentali
Il POUM si definiva un partito comunista e riconosceva la necessità di formare in Spagna una larga organizzazione politica in grado di portare avanti un processo rivoluzionario, senza la quale, con alle spalle l'esperienza delle Asturie, nessuna sollevazione democratico-socialista si sarebbe potuta compiere. Inoltre, a fianco del partito politico dovevano affermarsi le Alleanze Operaie come fronte unico dei lavoratori, oltre alla unificazione, mediante confederazioni, delle centrali sindacali che si riconoscevano nella lotta di classe.
Il partito riteneva che la fase politica spagnola, con una borghesia al termine della sua fase propulsiva, poteva parimenti portare a una dittatura di destra, sul modello dell'Italia fascista o della Germania nazista, oppure a un'esperienza socialista. A causa della cessazione della funzione storica della borghesia, la funzione di una rivoluzione socialista, oltre che attuare un'economia pianificata, sarebbe stata quella di rilanciare istanze fortemente democratiche, con la formazione di una democrazia operaia. Per far questo, era necessario portare avanti un'azione politica convergente, sia nei confronti della classe proletaria, sia nel riguardi della piccola borghesia, dei contadini e della classe media.
Il POUM riconosceva che il ruolo guida di forza politica organizzata non poteva spettare né al Partito Socialista Operaio Spagnolo (PSOE) né al PCE. Il PSOE, diviso in correnti, era giudicato troppo vicino alle istanze della piccola borghesia, anche nella importante corrente socialdemocratica, mentre la sinistra del partito, in larga parte composta da giovani militanti, aveva mantenuto posizioni molto ambigue sulle Alleanze Operaie e, in generale, era troppo vicina tatticamente alla Internazionale Comunista. Il PCE, invece, veniva visto come asservito ai voleri e alle strategie dell'Unione Sovietica, con poca o nessuna democrazia interna, e mancante di quella volontà rivoluzionaria necessaria nella fase politica spagnola.
Le Alleanze Operaie rappresentavano, in questo costrutto, il fronte unico, germe dei futuri soviet spagnoli. Dovevano contenere in sé sia la funzione di riaggregare il proletariato, indipendentemente dal principio politico di riferimento, sia essere la base su cui costruire in futuro l'organo di potere della classe operaia. Il POUM, in altri termini, non considerava il partito l'organo che, sconfitto il fascismo, avrebbe preso e detenuto il potere, ma questo compito sarebbe spettato direttamente ai lavoratori organizzati, sotto forma delle Alleanze Operaie. In questo, era molto critico con il PCE, che invece tendeva a monopolizzare queste aggregazioni e puntava sulla strategia dei Fronti Popolari. Per il POUM, tattiche frontiste avrebbero portato le forze marxiste rivoluzionarie a compromettersi con la borghesia e ad appoggiare, come in Francia, politiche di guerra.
Il POUM, riguardo alla questione sindacale, proponeva l'unificazione delle due principali centrali del lavoro, l'Unione Generale dei Lavoratori (Unión General de Trabajadores, UGT), di ispirazione social-riformista, vicina al PSOE, e della Confederazione Nazionale del Lavoro (Confederación Nacional del Trabajo, CNT), anarchica, legata alla FAI. La divisione inconciliabile di questi due tronconi del sindacalismo spagnolo rappresentava, secondo il POUM, la principale causa della debolezza della classe operaia e per superarla proponeva un soggetto terzo di unità sindacale, un luogo dove ragionare sulla costruzione di una "Centrale Unica".
Il concetto di rivoluzione socialista-democratica si applicava sui due fronti della produzione, quello agricolo e quello industriale. La terra, una volta preso il potere, sarebbe dovuta essere tolta ai latifondisti per essere ceduta direttamente agli agricoltori, secondo il principio che "la terrà è di chi la lavora". La proprietà della terra sarebbe dovuta cadere nelle mani dello Stato operaio, mentre il possesso della stessa sarebbe andata direttamente ai contadini. Nell'industria, invece, il POUM proponeva la nazionalizzazione degli impianti produttivi, nonché dei servizi (banche, trasporti, comunicazioni).

#### La situazione internazionale e la guerra
Il POUM era convinto che il capitalismo mondiale, dopo la crisi economica del 1929, fosse sull'orlo del collasso e che, conseguentemente, il mondo si trovasse di fronte ad un prolungato periodo di guerra. Il sorgere dei fascismi ne era una riprova: la conseguenza dell'impotenza dei parlamenti liberaldemocratici nel sanare la crisi e la perdita dell'appoggio degli stessi da parte della classe capitalista, ora rivolta verso regimi dittatoriali di destra. Per questo, il POUM credeva che fosse inutile collaborare con le forze riformiste, incapaci di sanare le contraddizioni imposte dalla crisi economica, ma che anzi fosse necessario operare per costruire un fronte socialista apertamente rivoluzionario.
Questo ciclo di guerre poteva assumere l'aspetto di scontro tra le potenze imperialiste, con o senza il coinvolgimento dell'Unione Sovietica, di guerra di vari paesi capitalisti contro la stessa URSS oppure un susseguirsi di guerre coloniali. In ogni caso, il POUM avrebbe dovuto lavorare, secondo la parola d'ordine leniniana, per tramutare la guerra imperialista in guerra civile, rovesciando il regime attuale, appoggiando contemporaneamente l'URSS o la nazione del terzo mondo aggredita, senza al contempo aiutare nessuna potenza capitalista.
Il POUM, quindi, avrebbe dovuto rovesciare la strategia dell'Internazionale Comunista, che imponeva prima la sconfitta del fascismo, in seguito la rivoluzione. Una strategia del genere non avrebbe giovato alla classe operaia, né sarebbe andata nella direzione dell'instaurazione di uno stato socialista, quindi sarebbe stata da rigettare. La strategia necessaria da adottare, secondo il POUM, sarebbe stata quella di combattere insieme fascismo, borghesie nazionali e stati imperialisti, senza distinzione o priorità.

#### Le Internazionali e l'URSS
Il POUM si poneva in aperto contrasto rispetto alla Seconda Internazionale, a cui imputava la colpa storica di essere capitolata allo scoppio della prima guerra mondiale. Inoltre, ne criticava gli aspetti di collaborazione di classe e la visione riformista della sua teoria e pratica politica.
Rispetto alla Terza Internazionale (Internazionale Comunista), il POUM tendeva a delineare tre fasi distinte, sia per metodi e contenuti, sia per giudizio storico-politico: una prima fase, dal 1919 al 1924, di costruzione dei movimenti e partiti comunisti, in cui l'Internazionale agiva attivamente e positivamente rispetto alle diverse sezioni, in maniera democratica e senza il predominio di nessuna componente; una seconda fase, dal 1924 al 1935, seguita alla morte di Lenin, in cui scompare la democrazia interna, si attiva un processo di burocratizzazione dell'organizzazione e la sezione sovietica diventa egemonica, conseguentemente alla scomparsa di una visione rivoluzionaria internazionale; una terza fase, dal 1935, in cui l'Internazionale diventa sostanzialmente null'altro che uno strumento dell'Unione Sovietica e la sua attività è piegata alle strategie di Stalin. Il POUM era molto critico rispetto alla strategia dei fronti popolari e accusava l'IC di aver abbandonato ogni prospettiva socialista ponendo la centralità della dicotomia fascismo-democrazia, favorendo in questo modo le socialdemocrazie e le classi borghesi. In questo modo, l'IC cessava di esistere come organizzazione rivoluzionaria del proletariato.
Il POUM era parte del Centro Marxista Rivoluzionario Internazionale o "Bureau di Londra", come veniva comunemente chiamato, nel tentativo non di formare un'altra Internazionale, ma di porre le basi per una "futura unità mondiale rivoluzionaria del proletariato".
Nei confronti dell'Unione Sovietica, il partito si poneva in netto appoggio rispetto alla difesa della rivoluzione, riservandosi però al contempo il diritto, derivato dal principio fondamentale marxista di critica continua della realtà, di sottoporre allo strumento dell'analisi lo sviluppo della rivoluzione sovietica stessa e lo stato della rivoluzione mondiale. In questo, il POUM era convinto di agire negli interessi del proletariato stesso e non in contrapposizione con nessuna esperienza comunista specifica.

#### Organizzazione
Il POUM si basava sul principio di una democrazia interna assoluta, regolata nell'unità di azione dal centralismo democratico. Il Congresso era l'organismo sovrano, che eleggeva un Comitato Centrale di 41 membri ed il Segretario Generale. Con una struttura progressivamente locale, gli organismi erano tenuti a mettere in pratica le decisioni degli organismi dirigenti centrali. Il frazionismo non era tollerato a nessun livello.
Ogni membro del partito era tenuto ad essere iscritto a un'organizzazione sindacale e a partecipare attivamente al Soccorso Rosso (Soccorso Rojo) del POUM.
L'organo centrale erano il settimanale La Batalla, il Front, pubblicazione locale della Catalogna, e La Nueva Era, rivista teorica mensile.

### Il Frente Popular e la Guerra civile spagnola
I due anni di governo conservatore, a cui aveva partecipato anche la Confederación Española de Derechas Autónomas (CEDA, "Confederazione Spagnola delle Destre Autonome", formazione para-fascista), avevano effettivamente contribuito a smantellare le conquiste democratiche e sociali della Seconda Repubblica Spagnola e si temeva che un altro governo di destra avrebbe portato la Spagna su posizioni simili all'Italia fascista. Il POUM aderì al costituente Frente Popular ("Fronte Popolare"), a cui partecipavano il PSOE, il PCE, Izquierda Republicana (IR, "Sinistra Repubblicana"), Unión Republicana (UR, "Unione Repubblicana", partito di centro) e i sindacalisti del Unión General de Trabajadores (UGT, "Unione Generale dei Lavoratori", sindacato socialista vicino al PSOE), nonostante non risparmiasse le critiche e definisse l'alleanza prettamente tattica. L'obiettivo era di far passare nel programma l'amnistia per i molti ancora imprigionati dopo la rivolta del 1934 nelle Asturie.
Il 16 febbraio del 1936 il Frente Popular batté il Frente Nacional ("Fronte Nazionale"), ottenendo più della metà dei seggi nelle Cortes, mentre il POUM riuscì a far eleggere un deputato, Joaquín Maurín. Il governo venne formato da Manuel Azaña, leader dell'UR, mentre tutti i partiti della sinistra ne rimasero fuori.
Il POUM continuò nella sua linea rivoluzionaria e di unità della sinistra e chiese che quell'alleanza di governo venisse superata da un nuovo governo, questa volta formato solo da partiti socialisti e comunisti; denunciò la violenza squadrista dei falangisti del Frente Nacional e obiettò al governo di non far nulla per evitare un imminente colpo di Stato da parte dei generali.
Il 18 luglio del 1936 Francisco Franco ed altri ufficiali tentarono il colpo di Stato ai danni del nuovo governo, ma alcune città chiave, come Madrid, Barcellona, Bilbao e Valencia, rimasero nelle mani del governo repubblicano.
L'esercito repubblicano si dissolse e le armi vennero distribuite a brigate popolari. La città di Lerida venne direttamente gestita dal POUM, in quanto il governo centrale era talmente debole da perdere il controllo della quasi totalità delle municipalità. A Barcellona, città dove i sindacati e i movimenti anarchici erano molto forti, venne costituito il Comitato centrale delle milizie antifasciste, a cui il POUM prese parte, nominandone delegato il capo del comitato militare del partito, Josep Rovira. In questa città, più che in altre, il POUM contribuì al superamento del frontismo e ad un'amministrazione radicalmente rivoluzionaria: le fabbriche vennero occupate e gestite direttamente dagli operai, i latifondi aboliti e gestiti per la metà direttamente dai contadini (l'altra metà dal Comitato), i servizi caddero in mano ai sindacati, le chiese vennero date alle fiamme od occupate ed adibite ad altri scopi. Dopo pochi mesi, il Partit Socialista Unificat de Catalunya (PSUC, "Partito Socialista Unificato della Catalogna", molto vicino allo stalinista PCE) venne espulso dal Comitato, in quanto tentò di riconsegnare il potere alla Generalitat, cioè al governo autonomo catalano.
A seguire questi primi vagiti rivoluzionari, fu formato un nuovo governo repubblicano alla cui guida venne posto Francisco Largo Caballero, leader della sinistra del PSOE. Al governo entrarono anche i comunisti del PCE. A causa del fatto che la Gran Bretagna e la Francia, impegnate nella loro politica di appeasement nei confronti della Germania nazista, si rifiutarono di spedire aiuti al governo spagnolo, l'Unione Sovietica, che invece si prodigò in materiale e personale, accrebbe notevolmente il suo prestigio e, attraverso di esso, la linea controrivoluzionaria di Stalin ebbe la meglio, con la repressione delle socializzazioni e la formazione di un esercito popolare, controllato dal governo, in sostituzione delle milizie autonome.
Nel maggio del 1937, la tensione che si era creata a Barcellona tra il governo autonomo catalano (ormai controllato da Mosca) da un lato e gli anarchici e il POUM dall'altro, sfociò in uno scontro aperto che durò quattro giorni, lasciando sul terreno numerosi morti e feriti (le giornate di maggio). Il PCE richiese al primo ministro Caballero di mettere fuori legge il POUM, ma questi si rifiutò e per tutta risposta venne messo al potere Juan Negrín.
Il 16 giugno 1937, il nuovo governo decretò la messa al bando del POUM, la chiusura del hotel Falkon a Barcellona, sede del POUM, la sua trasformazione in una prigione e la incarcerazione dei vari esponenti del partito, compreso Andrés Nin. Le milizie del POUM si dissolsero, i combattenti si unirono principalmente agli anarchici o si dettero alla clandestinità, continuando però a combattere, mentre alcuni fuggirono all'estero, ormai stretti tra due fuochi.
Il processo che ne seguì durò quasi un anno. L'accusa era di alto tradimento: il POUM era accusato di essere una quinta colonna del generale Franco e da esso avrebbe preso direttamente gli ordini, come testimoniato da una lettera tra Nin e Franco stesso (poi rivelatasi falsa). Il verdetto che ne seguì fu più leggero, in quanto l'accusa di alto tradimento cadde, ma comunque i dirigenti furono ritenuti colpevoli per i fatti del maggio dell'anno precedente a Barcellona. Andrés Nin venne sequestrato, torturato e successivamente assassinato da emissari sovietici.

### Dall'esilio fino alla dissoluzione
Con Madrid come ultima roccaforte della Repubblica, nel marzo 1939, il Col. Segismundo Casado ordì una trattativa separata di resa con Franco, promettendogli la consegna della capitale e dei capi militari comunisti, comunque i più ostinati nella difesa anche se ormai palesemente abbandonati da Stalin anch'essi. Con la tragica complicità dell'ufficiale anarchico Cipriano Mera, Casado fucilò vari capi comunisti ma, alla consegna di Madrid a Franco, ne venne immediatamente espulso ed avviato all'esilio.
A seguito della vittoria di Francisco Franco e dei falangisti, molti aderenti al POUM, come del resto degli altri partiti di sinistra del Frente Popular, fuggirono all'estero, soprattutto in Francia, e furono imprigionati e soprattutto fucilati o garrotati in Spagna. Alcuni parteciparono alla resistenza in Francia, altri furono catturati o spediti nei campi di concentramento nazisti dopo l'occupazione della Francia da parte della Germania nella seconda guerra mondiale e sotto il governo di Vichy.
Nel 1947, Wilebaldo Solano divenne il nuovo segretario del POUM, in esilio a Parigi, e il giornale "La Batalla" riprese le stampe, ma in un contesto molto difficile. La tendenza catalanista del partito, guidata da Josep Rovira, si staccò per andare a formare il Movimento Socialista della Catalogna (MSC, "Moviment Socialista de Catalunya"). Nel 1950, in piena guerra fredda, le file del partito si assottigliarono sensibilmente per la fuoriuscita di alcuni esponenti storici, come Julián Gorkin, Ignacio Iglesias e Víctor Alba, scelta motivata dalla volontà di contrapporsi all'imperialismo sovietico, di cui ebbero amara riprova durante la Guerra Civile. Intanto, nel 1946, l'altro leader carismatico del POUM, Joaquín Maurín, che nel mentre era stato catturato dai franchisti ma senza essere riconosciuto, era uscito di galera e fuggito a New York. Lasciata la politica attiva, criticò duramente sia il PCE che il POUM per la loro conduzione della guerra.
Agli inizi degli anni settanta, ci fu una rinascita di interesse nei confronti di questo partito, a causa del clima creatosi dopo il '68, nel tentativo della sinistra antifranchista di riconfigurarsi anche in funzione antisovietica, e si rivalutò il valore storico del POUM durante la Guerra Civile. Dopo la morte del Generalissimo Francisco Franco, il partito si ricostituì in Spagna e, rinfrancato soprattutto da una discreta partecipazione giovanile, tentò di ritornare in auge promuovendo alleanze anche con partiti nazionalisti e socialisti, come Herri Batasuna. Nelle prime elezioni libere spagnole dopo il franchismo, però, il partito ottenne scarsissimi consensi e non riuscì ad eleggere nessun rappresentante, sciogliendosi poi sul finire del 1980.
All'oggi, la memoria storica del POUM viene mantenuta viva grazie alla Fundación Andreu Nin Archiviato il 2 maggio 2001 in Internet Archive..

## Omaggio alla Catalogna
Nelle file del POUM, durante la Guerra Civile, militò anche il famoso scrittore e giornalista britannico George Orwell. A questa esperienza dedicò un libro di memorie, Omaggio alla Catalogna, che contribuì in maniera determinante a rendere famosa questa formazione spagnola. Durante gli scontri, Orwell fu ferito ed in seguito fu costretto ad uscire clandestinamente dalla Spagna, a causa del clima di persecuzione perpetrato dal governo Negrín.
Il film Terra e Libertà, di Ken Loach, è largamente ispirato all'opera di Orwell.